# Centro Cultural Estación Indianilla
El Centro Cultural Estación Indianilla es un centro cultural que cuenta con dos galerías, un taller de litografía, grabado  y encuadernado, además de cafetería-restaurante y librería.

## Historia
Se conocía como Indianilla, a la actual colonia Doctores, porque los terrenos tenían como propietarias a tres indias: María Clara, María Concepción y María Paula, posteriormente lo vendieron a un sacerdote quien las vendió a la compañía de tranvía.
Desde 1880 el edificio funcionó como taller de mantenimiento y estacionamiento de tranvías de la Ciudad de México, en el mismo lugar estaban instalados los generadores de voltaje directo (los cuales permanecen en el espacio cultural) que brindaban energía a  la red alimentadora de los troles de los tranvías.
En 1953 la estación fue locación para la película La ilusión viaja en tranvía, de Luis Buñuel.
Cuando los tranvías desaparecieron, en los años 80, la construcción fue abandonada y fue usada como bodega de archivo muerto del gobierno de la Ciudad.
En 2006 el Gobierno de la Ciudad de México, inició el proceso de remodelación, el cual concluyó en noviembre mes en el que fue inaugurado el Centro Cultural por el entonces Jefe de Gobierno, Alejandro Encinas, acompañado de su sucesor electo Marcelo Ebrard.

## Centro cultural
Cuenta con dos galerías de uso múltiple, las cuales pueden montar exposiciones diferentes de manera simultánea. En el sótano se encuentra, además de la sala de proyecciones multimedia, el Museo Frida de Juguete Arte Objeto, en el cual se pueden encontrar piezas de artistas como Leonora Carrington, Alberto Castro Leñero, Ángel Fermín Vizuet, Francisco Toledo, Gustavo Pérez, Irma Palacios, Jazz Moart y Joe Laville, entre otros.